# 下烏明國家公園

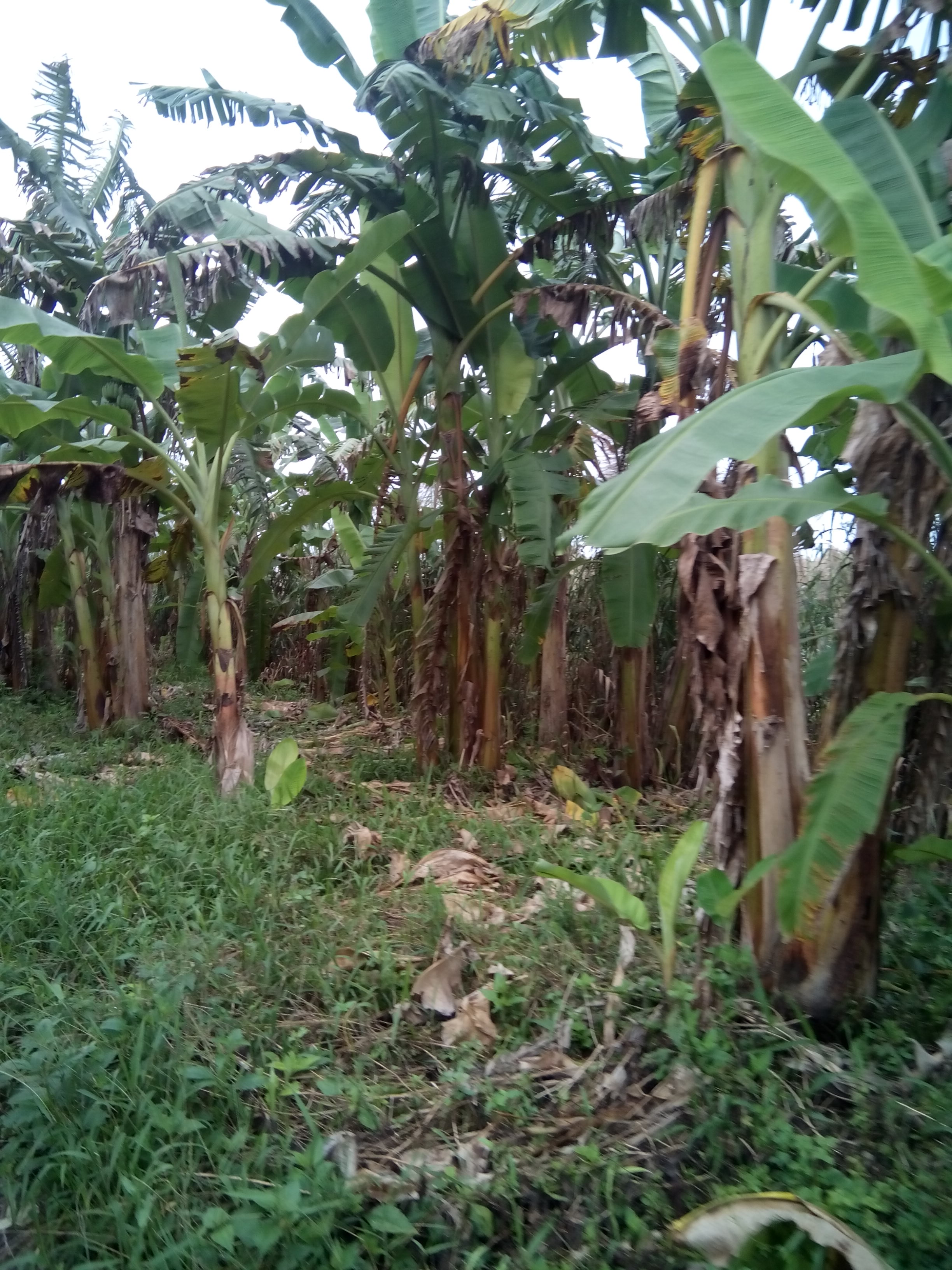

9°15′05″N 104°56′43″E / 9.25139°N 104.94528°E
下烏明國家公園是越南的國家公園，位於該國南部，處於金甌省，成立於2006年1月20日，面積83平方公里，有多種蛇、烏龜、鳥類、兩棲類動物棲息。